# Saotis salicis
Saotis salicis là một loài tò vò trong họ Ichneumonidae.